# Khởi nghĩa Thiên Lý giáo
Biến loạn Quý Dậu (癸酉之变), hay Khởi nghĩa Thiên Lý Giáo (天理教起义), Bát Quái Giáo khởi loạn (八卦教之乱) là một cuộc khởi nghĩa nông dân của giáo phái Thiên Lý năm Gia Khánh thứ 18 (1813), xảy ra ở các tỉnh Hà Nam, Sơn Đông, Trực Lệ và một vài nơi khác. Lãnh đạo cuộc khởi nghĩa là Lý Văn Thành (李文成), người An Dương, Hà Nam.

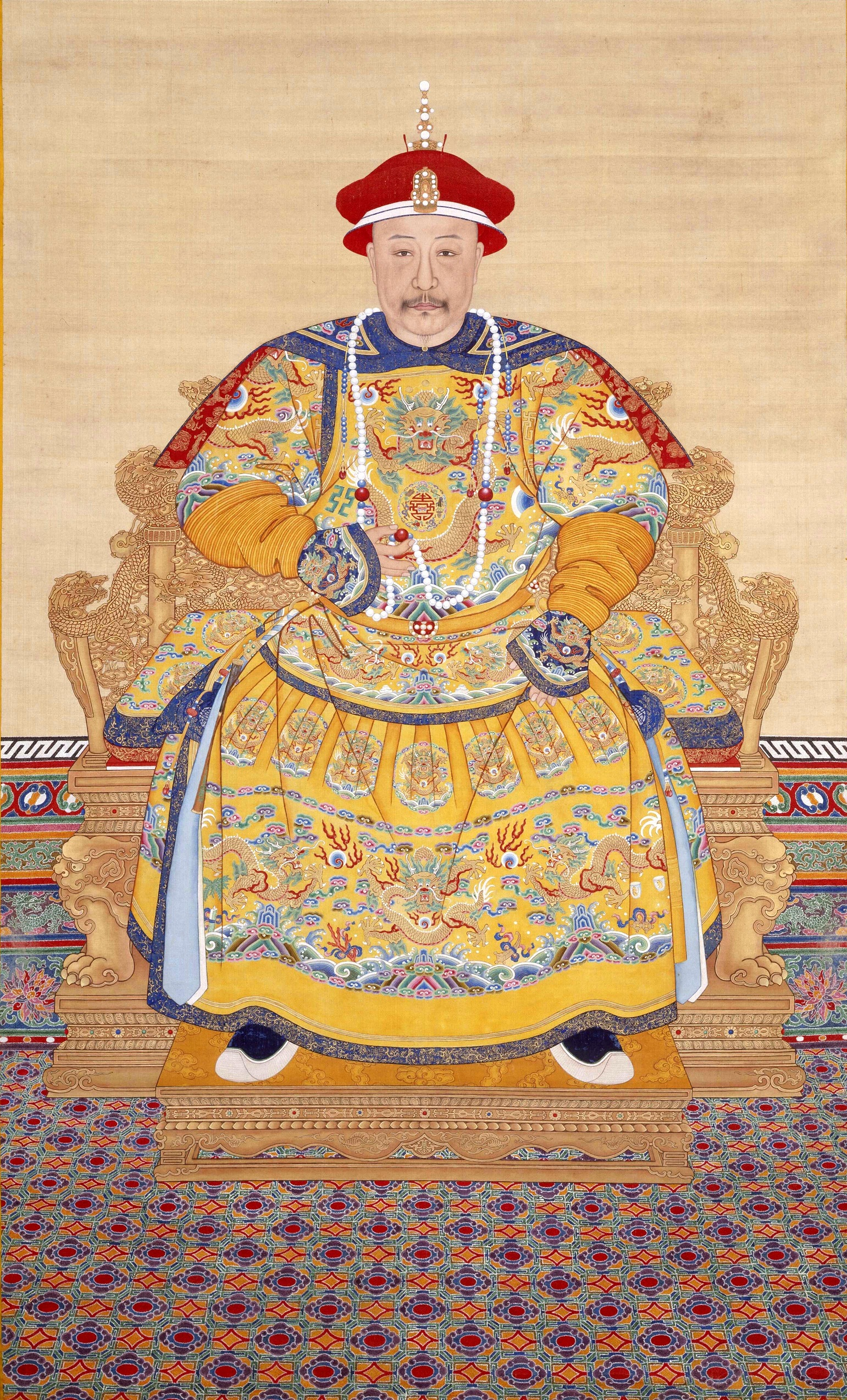
Hoàng Đế Gia Khánh

Tháng 9 năm 1813, Thiên Lý Giáo do Lý Văn Thành lãnh đạo đã phát động cuộc nổi dậy dưới khẩu hiệu "Phụng Thiên Khai Đạo" (奉天开道). Ngày 15 tháng 9 năm 1813, 200 tín đồ Thiên Lý Giáo phát động binh biến ở thủ đô Bắc Kinh, đánh vào Tử Cấm Thành thông qua Đông Hoa Môn và Tây Hoa Môn, là nơi trọng yếu nhất của cỗ máy phong kiến nhà Thanh.

## Quá trình

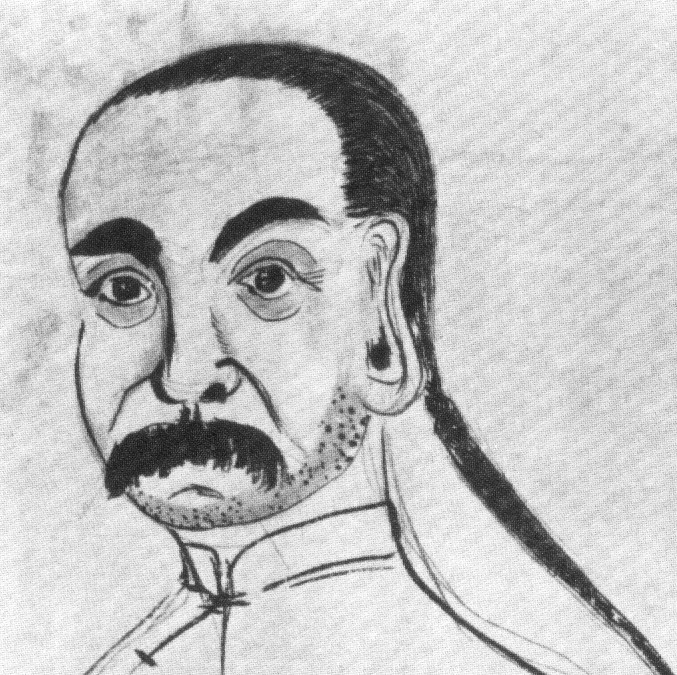
Lâm Thanh

Vào ngày 14 tháng 9, một thủ lãnh của Thiên Lý Giáo là Lâm Thanh cho khoảng 200 tín đồ cải trang thành thương nhân vào thành Bắc Kinh. Trưa ngày 15, các thái giám Lưu Đắc tài, Lưu Kim, Trương Thái, Cao Nghiễm Phúc và những hoạn quan khác thông đồng với Thiên Lý Giáo mở cả hai cổng Đông Hoa Môn và Tây Hoa Môn, để cho khoảng 40 đến 50 quân nổi dậy tràn vào Tử Cấm Thành qua mỗi cổng. Thị vệ Hoàng cung không phòng bị gì, bất ngờ và hoảng loạn. Nhóm quân nổi dậy tiến vào qua Tây Hoa Môn nhanh chóng đánh đến bên ngoài Long Tông Môn, là cổng dẫn trực tiếp đến Dưỡng Tâm Điện và Tây Lục Cung. Quan binh nhà Thanh rút vào đóng chặt cổng Long Tông Môn cố thủ, các tín đồ Thiên Lý Giáo sau đó trèo tường vào mở cổng Long Tông Môn rồi đánh thẳng đến tận Dưỡng Tâm Điện là nơi ở của Hoàng Đế Gia Khánh. Mặc dù Gia Khánh lúc đó không ở trong cung nên phiến quân không thể hành thích được Hoàng đế, Dưỡng Tâm Điện nằm ngay sát Tây Lục Cung, nơi các Hậu Phi của Gia Khánh sinh sống, trong đó gần nhất là Vĩnh Thọ cung của Như Phi, rồi đến Dực Khôn cung của Hàm Quý Phi và Trữ Tú cung của đương kim Hoàng Hậu.
Tin tức nhanh chóng lan truyền đến tai các chủ tử ở hậu cung, tiếng la hét chém giết khiến họ khiếp sợ. Cùng lúc đó, họ lại nhân thêm một tin xấu khác: tướng Sách Lăng, lãnh đạo thị vệ của Ngọ Môn, sau khi nghe tin Thiên Lý Giáo đánh vào đã bỏ chạy. Hoàng hậu Nữu Hỗ Lộc thị liền cho người đi báo tin cho các hoàng tử và hoàng tôn đang học tại Thượng Thư phòng. Người đầu tiên đi cứu giá Hoàng nhị tử Miên Ninh, con trai của Hiếu Thục Duệ Hoàng Hậu, sau này là Hoàng đế Đạo Quang. Hoàng nhị tử nghe tin liền cầm theo súng ngắn và dao, lãnh đạo các quan binh đến tới Dưỡng Tâm Điện nghênh địch và bảo vệ Hậu cung. Sau khi tự mình bắn chết hai thủ lĩnh Thiên Lý Giáo và đánh bật quân nổi dậy khỏi Dưỡng Tâm Điện, Miên Ninh xuống năm đạo lệnh: thứ nhất, lập tức cử người đi báo cho Gia Khánh đế, lúc đó đang ở ngoài Bắc Kinh, thứ hai, lệnh cho quan binh vào cung cứu giá rồi đóng hết bốn cổng Tử Cấm Thành để bao vây quân nổi loạn bên trong. Thứ ba, cử Hoàng tam tử Miên Khải đến Trữ Tú cung bảo vệ Đích mẫu Hoàng hậu Nữu Hỗ Lộc thị. Thứ tư, tự mình dẫn quân đi tuần tra ở quảng trường phía Tây, và thứ năm, cho thị vệ đi tuần tra ở quảng trường phía Đông, gần Trữ Tú cung đề phòng bất trắc.
Đến chập tối, dưới sự tấn công của hơn 1000 quan binh được trang bị tốt cùng với đội súng, cuối cùng các tín đồ Thiên Lý Giáo không thể chống lại được, phải rút chạy khỏi Tử Cấm Thành, hàng chục quân nổi loạn bị tiêu diệt tại Võ Anh Điện.
Quân Thanh sau đó đã đột kích các cơ sở của Thiên Lý Giáo ở các quận Đại Hạnh và Thông Châu ở Bắc Kinh, giết chết hơn 700 người chỉ trong 4 ngày, thủ lĩnh Lâm Thanh bị bắt sống vào ngày 17 tháng 9 rồi bị xử tử. Quan binh nhà Thanh sau đó tiếp tục mở rộng truy quét Thiên Lý Giáo ở các tỉnh khác, Lý Văn Thành dẫn 4000 quân chạy đến huyện Huy thì bị bao vây, cuối cùng tự tử bằng cách tự thiêu. Để tiếp ứng với cuộc nổi dậy của Lâm Thanh ở Bắc Kinh, các thành viên của Thiên Lý Giáo ở các tỉnh Trực, Lộ và Dự cùng với hàng chục quận ở Bắc Trung Quốc đã cùng nổi dậy khởi nghĩa, tuy nhiên, do sự chênh lệch lực lượng với quân đội của triều đình nhà Thanh, họ đã thất bại trong vòng nửa năm và các nhà lãnh đạo nổi dậy đều bị xử tử. Năm Gia Khánh thứ 18 (1813) là năm của Quý Dậu, vì vậy sự kiện này được sử gọi là "Biến loạn Quý Dậu".

## Hậu quả
Tin tức về cuộc tấn công của Thiên Lý Giáo vào hoàng cung đã đến tai Gia Khánh trên đường trở về Bắc Kinh vào ngày hôm sau. Gia Khánh vô cùng kinh ngạc, nhưng cũng rất hài lòng về sự dũng cảm của Hoàng nhị tử Miên Ninh. Ông lập tức sắc phong Hoàng nhị tử thành Trí Thân Vương, bổng lộc hàng năm 12200 lượng bạc, khẩu súng ngắn ông sử dụng để bảo vệ Tử Cấm Thành cũng được đặt tên là "Uy Liệt".
Sau khi trở về Bắc Kinh, Hoàng đế Gia Khánh đã tiến hành một cuộc điều tra chi tiết về cuộc tấn công, trong đó có việc Sách Lăng dẫn các binh sĩ trốn thoát. Việc điều tra còn hé lộ việc kế hoạch của Lâm Thanh đã được mật báo từ trước, nhưng các vương công và quan lại đã chần chừ không xử lý và đùn đẩy cho nhau, khiến cuối cùng xảy ra vụ việc. Một tín đồ Thiên Lý Giáo bên cạnh Lâm Thanh tên là Chúc Hiện, có anh trai là Chúc Hải Khánh là một người hầu trong phủ Dự vương. Tuy nhiên, khi Chúc Hải Khánh báo cáo với Dự thân vương Ái Tân Giác La Dụ Phong vào ngày 9 tháng 9, Dự thân vương đã trả lời: "Vẫn còn vài ngày nữa, không cần phải vội, đợi đến khi hoàng đế trở về đã". Tuần tra của cầu Lô Câu cũng phát hiện ra các sự việc bất thường vào những ngày trước sự việc, và huyện lệnh Uyển Bình báo cáo với chỉ huy Cát Luân, đề nghị bắt giữ Lâm Thanh. Cát Luân sau đó đã rất tức giận chửi mắng quan huyện lệnh thậm tệ vì cho rằng ông ta cố tình làm mất uy tín của thời thái bình thịnh thế. Sự thật nằm ở phía trước. Hoàng đế Gia Khánh chỉ ban hành một sắc lệnh, đổ lỗi cho "những việc khởi nghĩa luôn diễn ra trong các triều đại Hán, Đường và Tống" rồi cũng đã xảy ra trong triều đại nhà Thanh.
Tuy nhiên, cho dù Gia Khánh trao thưởng cho con trai hay đổ lỗi cho vấn đề gì, ông cũng không thể che giấu sự thật về sự mục rữa của hệ thống quan lại nhà Thanh, trong khi kỷ luật quân đội ngày càng hủ bại, tất cả thể hiện xu hướng suy tàn của nhà Thanh.